# العلیقه
العلیقه (به عربی: العلیقة) یک روستا در سوریه است که در استان طرطوس واقع شده‌است. العلیقه ۷۱۰ نفر جمعیت دارد.